# Trichoscelia latifascia
Trichoscelia latifascia là một loài côn trùng trong họ Mantispidae thuộc bộ Neuroptera. Loài này được McLachlan miêu tả năm 1867.